# Ocotea grayi
Ocotea grayi är en lagerväxtart som beskrevs av H. van der Werff. Ocotea grayi ingår i släktet Ocotea och familjen lagerväxter. Inga underarter finns listade i Catalogue of Life.